# Forensisch psycholoog
Een forensisch psycholoog is een gespecialiseerde psycholoog die zich in het kader van gerechtelijk onderzoek bezighoudt met de diagnostiek en behandeling van zowel de daders van strafbare feiten als de slachtoffers daarvan. Naast forensisch psychologen zijn er ook nog forensisch psychiaters en gespecialiseerde maatschappelijk werkers die vaak samenwerken met de forensisch psycholoog in teamverband.

## Forensische psychodiagnostiek
Voor de forensische psychodiagnostiek maakt de psycholoog gebruik van gegevens uit de psychiatrie en psychopathologie. Er bestaat geen enkele psychische stoornis die verklaart waarom mensen strafbare en illegale feiten plegen, maar wel verschillende oorzaken. Zo kunnen bijvoorbeeld verslaving, armoede, psychoses, onderdrukking, hallucinaties enz. verschillende oorzaken zijn voor forensisch gedrag. Al deze oorzaken vereisen een aangepaste en specifieke behandelingsvorm (meestal intensieve psychotherapie). Wanneer armoede de oorzaak is van delinquent gedrag is dit een geval voor de gespecialiseerde maatschappelijk werker, terwijl de psycholoog eerder oorzaken als verslaving en afhankelijkheid zal behandelen. Psychiaters zullen veelal gebruikmaken van psychofarmaca (toedienen van medicijnen).

## Slachtofferhulp
Naast de behandeling van de dader is de forensisch psycholoog ook gespecialiseerd in slachtofferhulp of victimologie. Ook hier maakt hij reeds gebruik van gegevens uit de psychiatrie en psychopathologie, maar ook uit de stresspsychologie (een verkrachting, mishandeling, bankoverval enz. lokt meestal grote stress uit bij de slachtoffers). Thema's uit de psychiatrie die belangrijk zijn voor het helpen van slachtoffers zijn o.a. angststoornissen (posttraumatische stressstoornis, acute stressstoornis, aanpassingsstoornissen), een stemmingsstoornis (bv. depressie), een dissociatieve stoornis (dissociatieve amnesie, dissociatieve fugue, dissociatieve identiteitsstoornis, depersonalisatiestoornis) en bepaalde persoonlijkheidsstoornissen (bv. borderline). Daarnaast speelt het stockholmsyndroom een dominante rol in de forensische psychologie. 